# Technorama
Le Technorama est un musée consacré à la science et à la technique, situé à Winterthour, en Suisse.

## Exposition permanente
- Automation

Systèmes interactifs 
- Machines en bois
- Lumière et Vision

Jeux d'ombres colorées, monde déformé, la plus grande boule de plasma d'Europe, œuvres en bulles de savon, les lasers.
- Électricité et magnétisme
- Magie des mathématique
- Mécanique
- Jeux d'expressions
- Vision spatiale
- Perception

Illusions d'optique,
- Eau, nature et chaos
- Modèles réduits de chemin de fer
- Laboratoire des jeunes, expériences scientifiques pour les jeunes de plus de 13 ans.

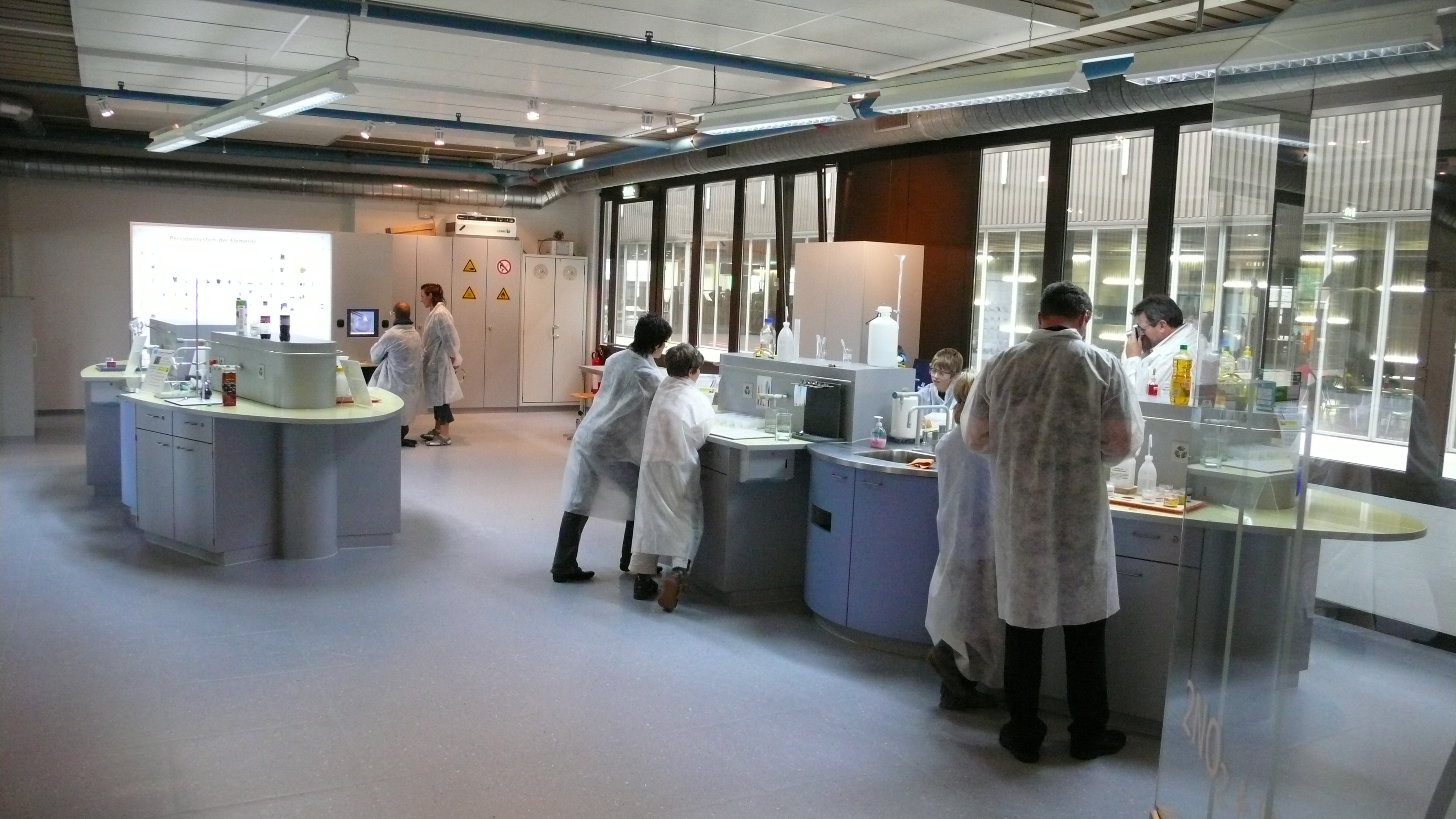
Laboratoire des jeunes

- Laboratoire atomique, expériences de physique, de biologie, de chimie et de cuisine.

## Histoire
Déjà en 1947, une fondation fut créée pour établir un musée technique suisse. Des objets ont été recueillis principalement dans les entreprises industrielles de l'ingénierie mécanique dans l'ancien "triangle d'or" Baden-Zurich-Winterthour.
Le 26 juin 1969, la fondation Technorama der Schweiz est créée avec l'ajout du but "Science et technologie dans un spectacle vivant", c'est-à-dire une exposition qui permet l'expérience directe.
En 1982, les objets sont présentés sous la forme conventionnelle des musées techniques, sous la forme de fiches et d'audiovisuel.
En juin 1990, un nouvel énoncé de mission a été adopté (proposée par l'ancien directeur Remo Besio) essentiellement inspiré et alignées sur les principaux centres de science des États-Unis et d'Angleterre, en particulier le Exploratorium à San Francisco. Les fondements théoriques viennent des réflexions de Frank Oppenheimer (USA) et Richard Gregory (Royaume-Uni) pour un musée des sciences interactif ainsi que les publications de Steven Pizzey et un ensemble de rapports techniques et des évaluations de l'ASTC (Association of Science and Technology Centers). Enfin, les principes et les suggestions du pédagogue Hugo Kükelhaus (1900-1984) furent employés pour concrétiser la présentation.

## Hébergement
- Café-restaurant.